# Ost-Sesel
Der Ost-Sesel (Seseli campestre), auch Feld-Bergfenchel genannt, ist eine Pflanzenart innerhalb der Familie der Doldenblütler (Apiaceae).

## Beschreibung

### Vegetative Merkmale
Der Ost-Sesel ist eine mehrjährige krautige Pflanze, die Wuchshöhen von meist 50 bis 120 selten auch bis 150 Zentimeter erreicht. Der kahle, nicht stark gefurchte Stängel ist grün oder mehr oder weniger lila überlaufen und weist später am Grund einen Faserschopf aus abgestorbenen Laubblättern auf. Die Laubblattstiele sind kahl und jene der Grundblätter oberseits rinnenförmig vertieft. Die Laubblätter sind drei- bis vierfach gefiedert bis fiederschnittig. Die Laubblattzipfel sind schmal-linealisch und rund einen Millimeter breit.

### Generative Merkmale
Die Blühzeit des Ost-Sesel reicht in Mitteleuropa von August bis Oktober. Die Doppeldolden weisen meist keine Hüllblätter und sieben bis zwölf, manchmal bis zu 15 Doldenstrahlen auf, die zumindest auf deren Innenseite flaumig behaart sind. Die Hüllchenblätter der Döldchen sind frei. Kelchblätter sind meist nur undeutlich ausgebildet und höchstens 0,4 Millimeter lang. Die elliptischen Kronblätter sind weiß oder rötlich und außen fein papillös. Der Vorderrand der Kronblätter ist gekerbt bis gebuchtet. Der Kronblattflügel ist maximal ein Fünftel so lang wie das gesamte Kronblatt. Das eingeschlagene Läppchen (Lobulum inflexum) ist zugespitzt und ein Drittel bis ein Dreiviertel so lang wie das Kronblatt ohne Flügel. Die Frucht ist behaart.

## Ökologie
Beim Ost-Sesel handelt es sich um einen Hemikryptophyten.
Die Ausbreitung der Diasporen erfolgt durch den Wind, wobei sich die ganze Pflanze als Steppenroller fortbewegt.

## Verbreitung
Der Ost-Sesel ist in Aserbaidschan, Bulgarien, Moldawien, Rumänien, Russland, der Türkei und der Ukraine indigen.
In Österreich tritt der Ost-Sesel im pannonischen Gebiet sehr selten als lokaler Neubürger auf schottrigen bis halbruderalen Trockenrasen in der collinen Höhenstufe auf. Die Vorkommen beschränken sich auf die Bundesländer Wien (stillgelegter Verschiebebahnhof Breitenlee) und Niederösterreich (Marchfeld).

## Bilder

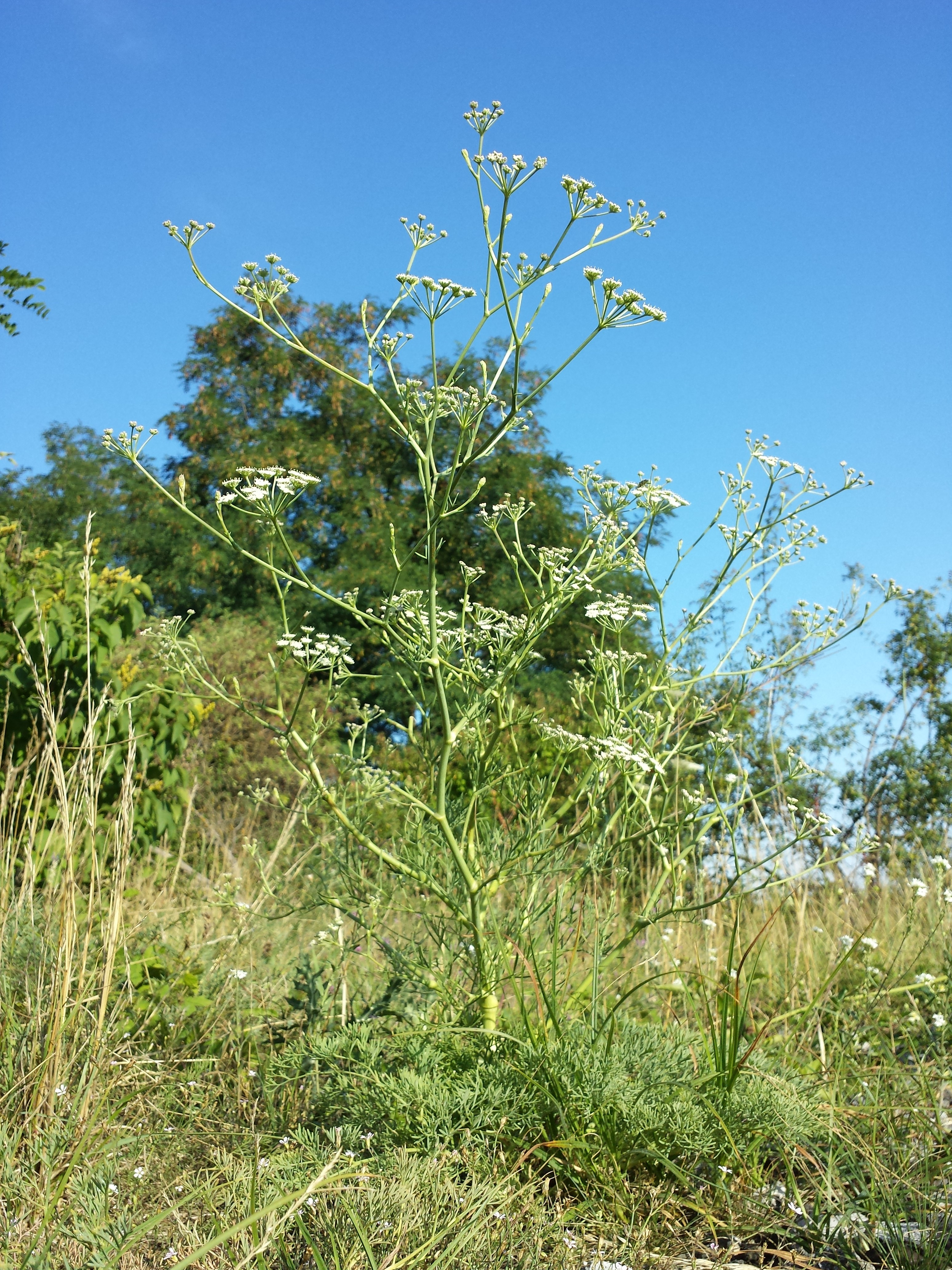
Habitus
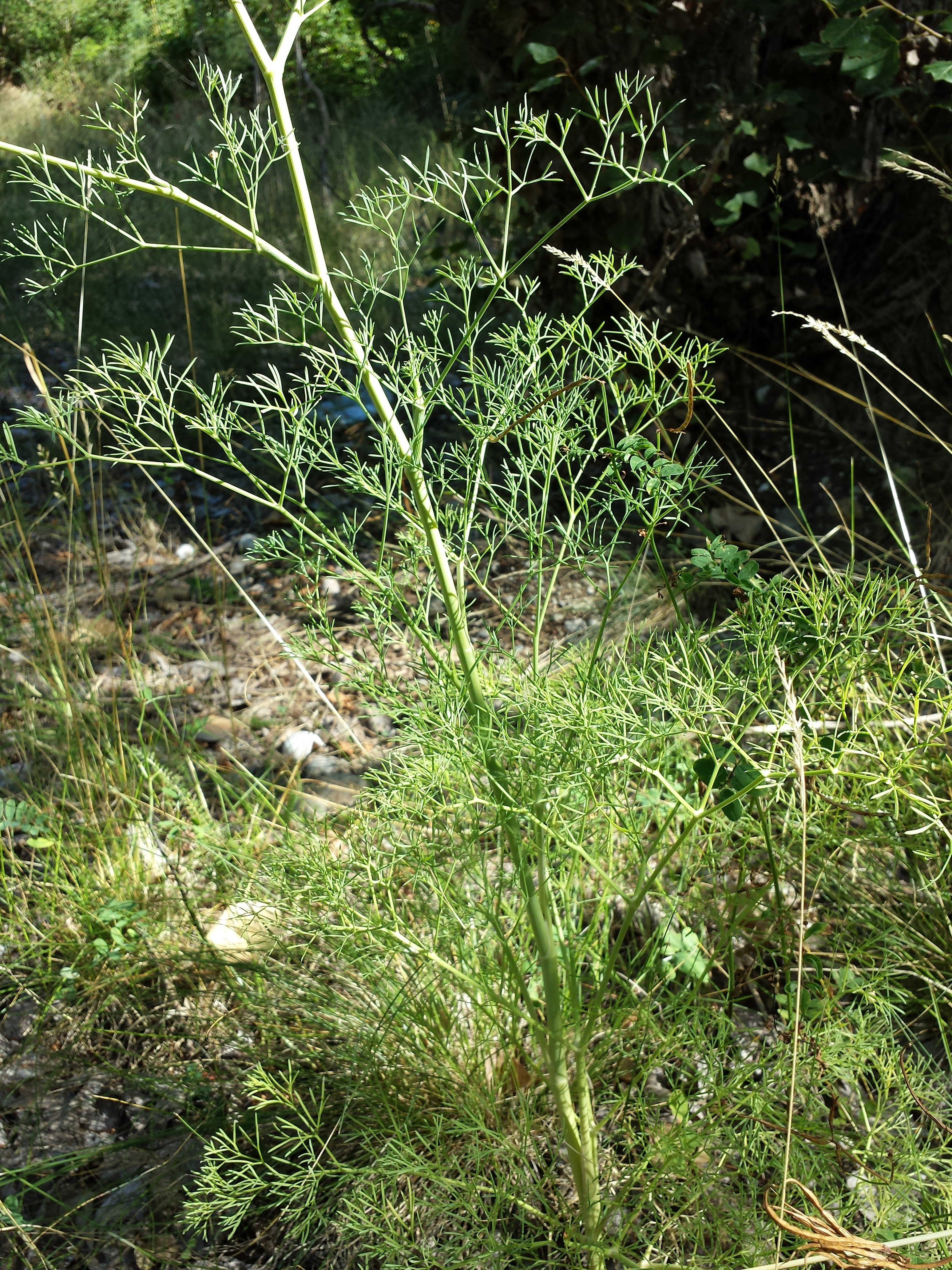
Stängel mit gefiederten Laubblättern
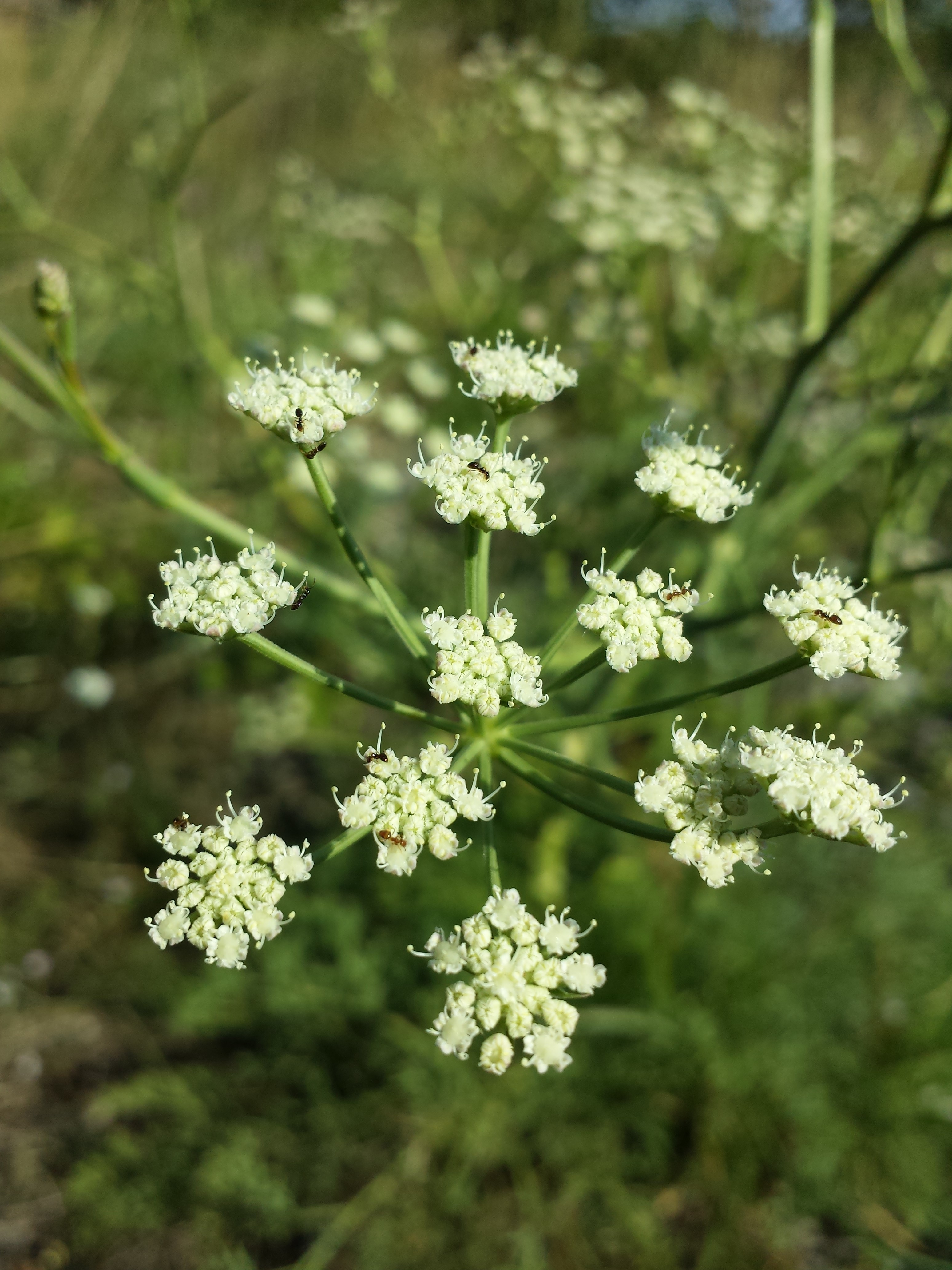
Blühende Dolde
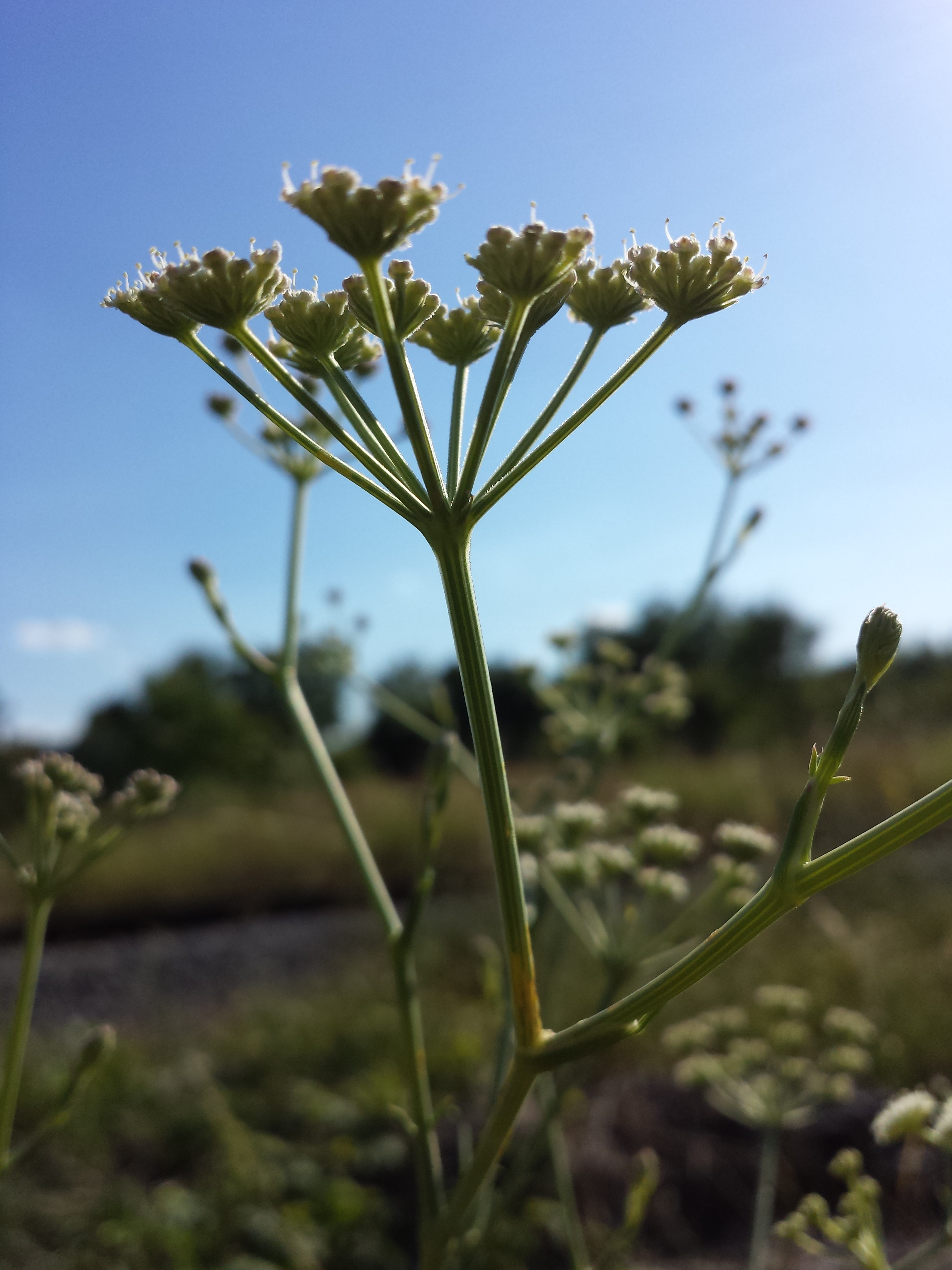
Die Doldenstrahlen sind innen flaumig behaart.
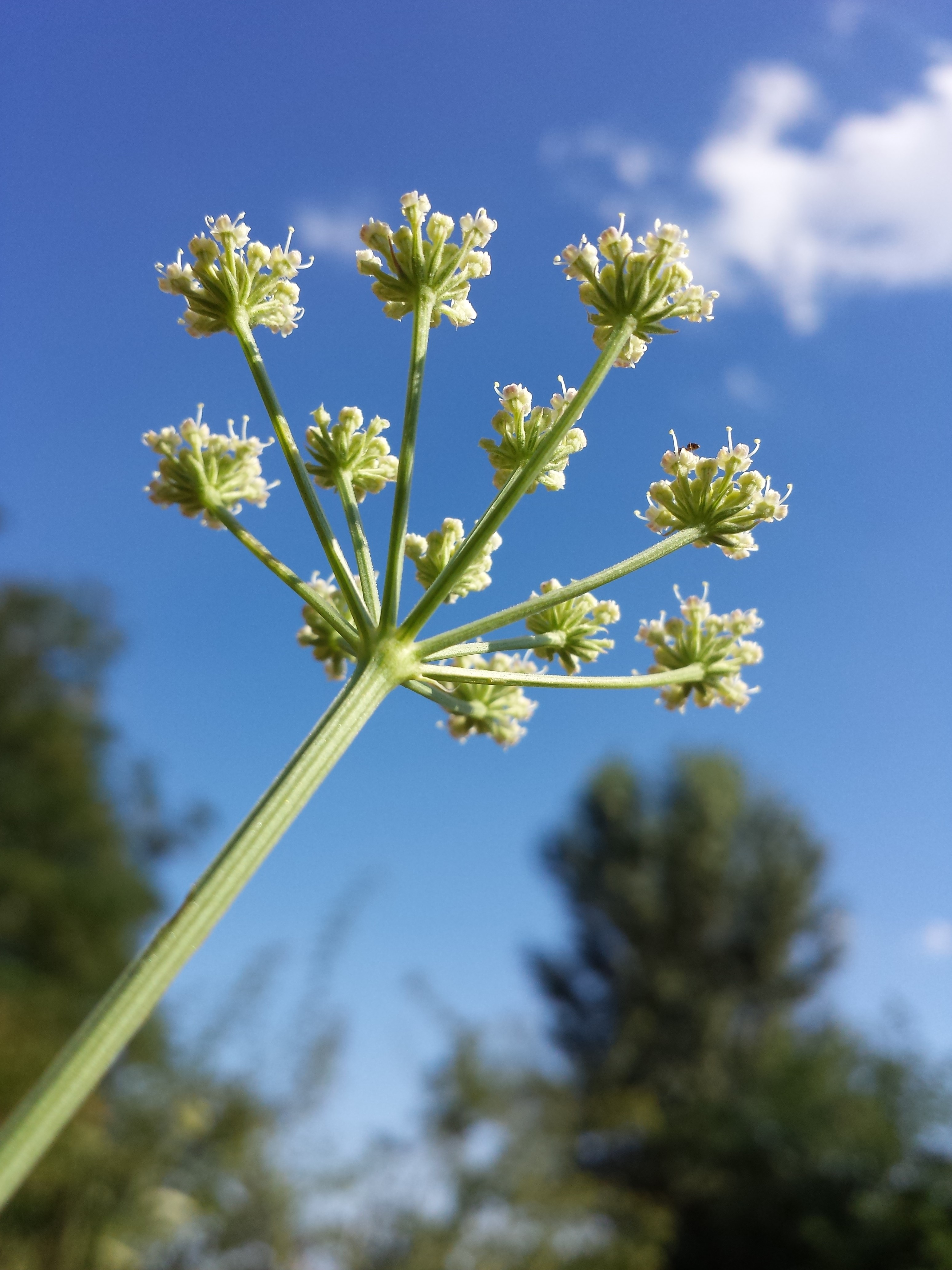
Die Dolde besitzt keine Hüllblätter und freie Hüllchenblätter.
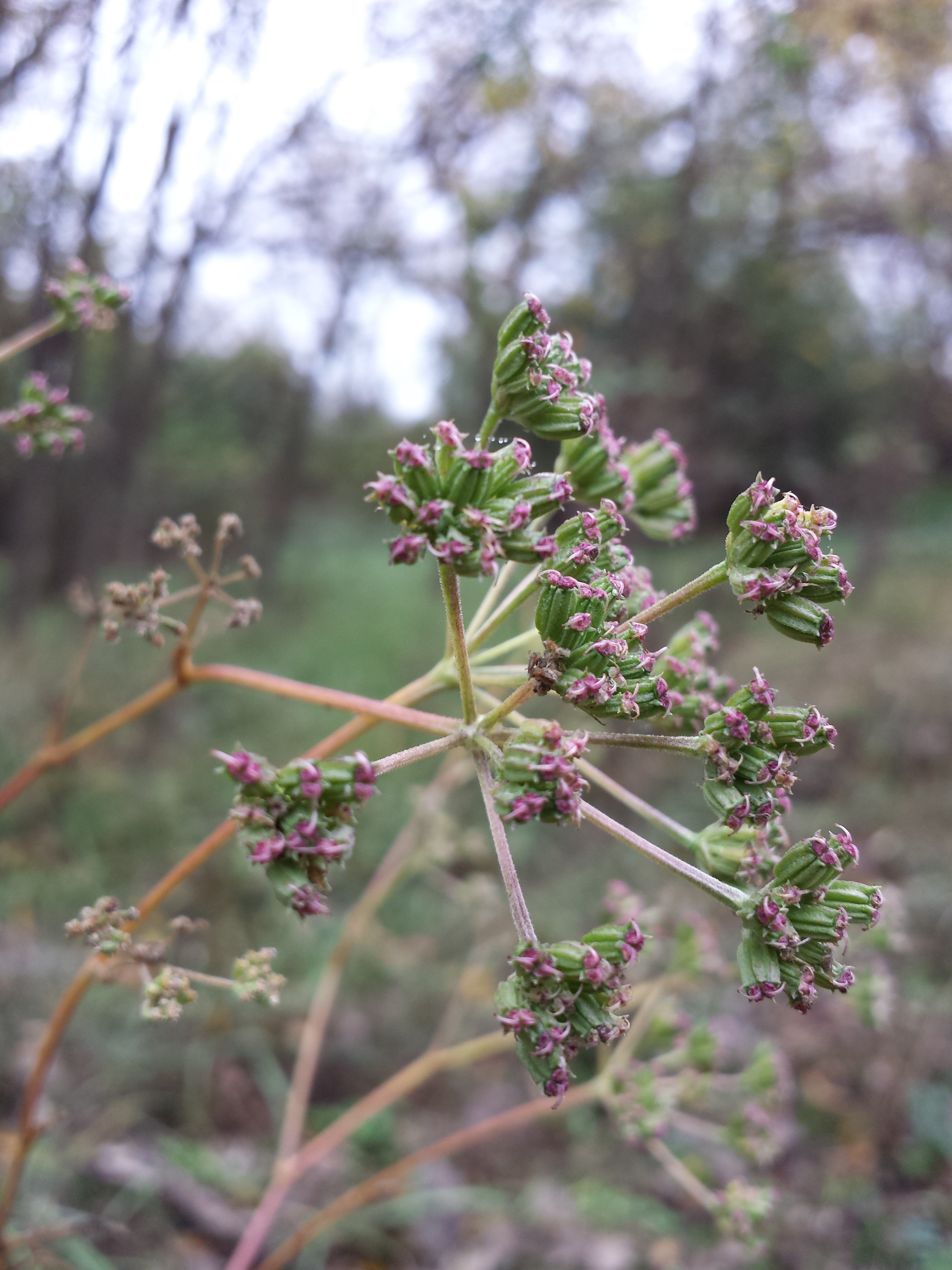
Fruchtstand
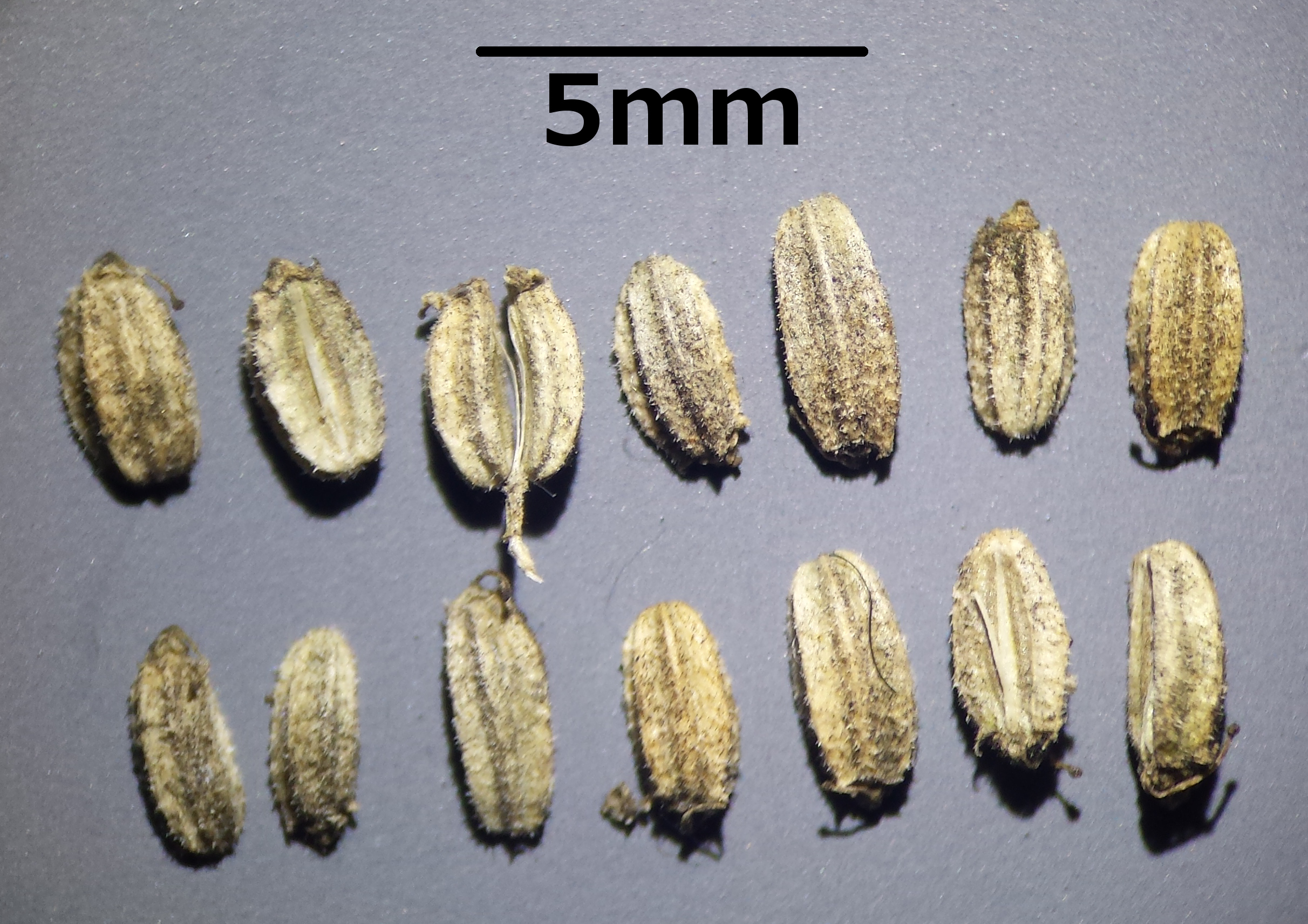
Behaarte Früchte
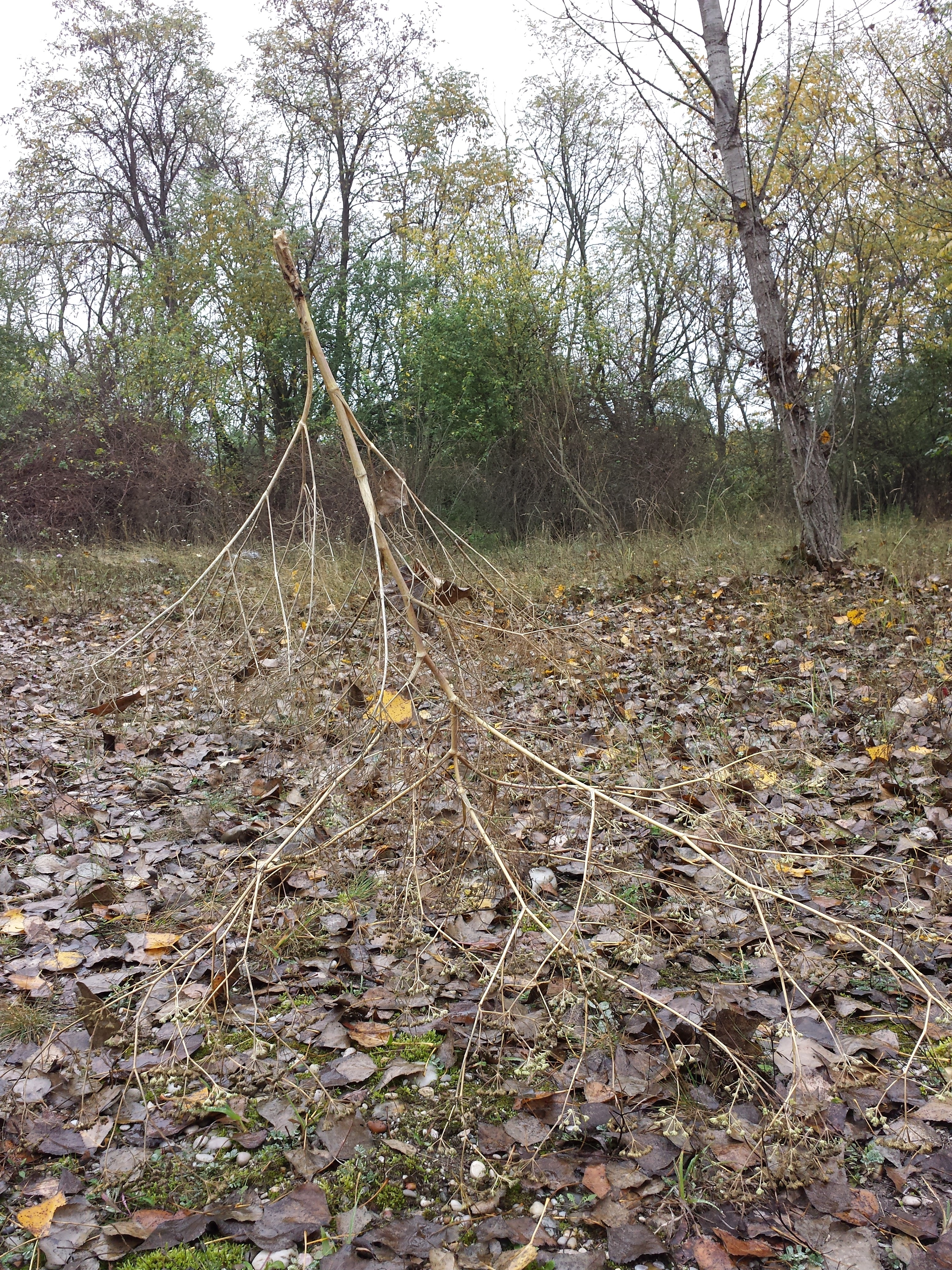
Steppenroller
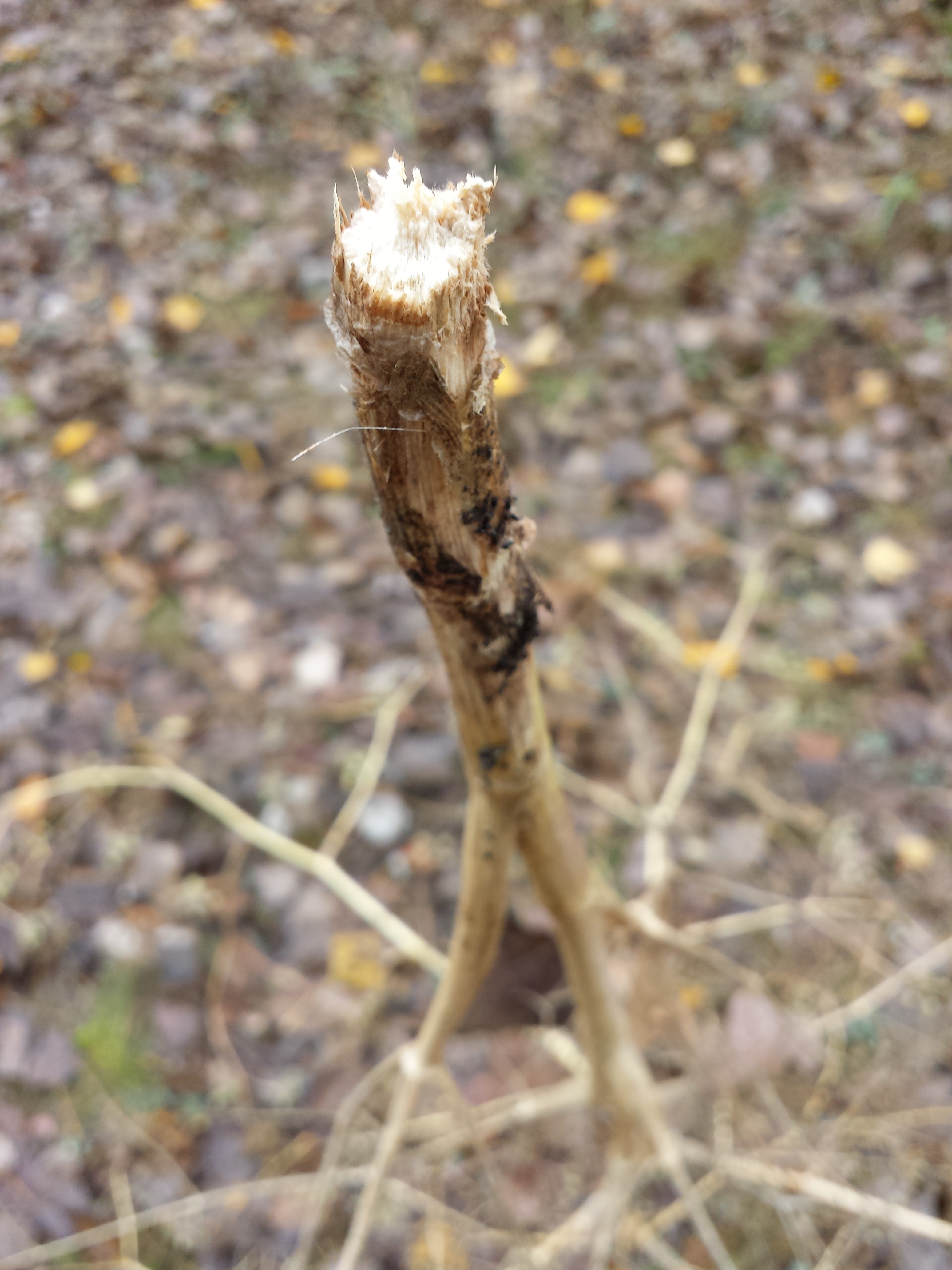
Stängel, an Sollbruchstelle abgebrochen